# زیناگ
زیناگ (Zinag) آلیاژی از سه ماده فلزی (روی، آلومینیوم و نقره) است. ترکیب این آلیاژ خواص مکانیکی و ضد خوردگی عالی می‌دهد. این آلیاژی با چگالی کم است که می‌تواند برای بسیاری از فرایندها مانند صنعت خودرو، پزشکی، هوافضا، صنعت ساختمان و غیره استفاده شود. نقره به آن خاصیت اَبَرمومْسان می‌دهد که باعث می‌شود این آلیاژ بدون از دست دادن خواص مکانیکی خود تغییر شکل دهد.
با این آلیاژ می‌توان فرآیندهای مختلفی مانند: زینگیزادو، فوم‌های فلزی را ساخت.